# ادراك متعلق بالملابس
يوضح الإدراك المتعلق بالملابس Enclothed cognition  كيف تؤثر الملابس على الإدراك البشري بناءً على التواجد المشترك لمعناها الرمزي والارتداء الجسدي للزي.  صاغ المصطلح حاجو آدم وآدم جالينسكي الذي عرض هذه الظاهرة من خلال تجربة في عام 2012 باستخدام معاطف المختبر الأبيض. لقد افترضوا أن الملابس البالية تؤثر على العمليات النفسية لمن يرتديها بسبب تفعيل المفاهيم المجردة من خلال معناها الرمزي.  

## الاجرائات
قبل التجربة تم إجراء مسح لمعرفة ما إذا كان الناس يربطون سمات الانتباه مع معاطف المختبر الأبيض.  أكد الاستطلاع أن المشاركين ربطوا الخصائص المتعلقة بالاهتمام بمعاطف المختبر.  افترض آدم وجالينسكي بعد ذلك أن التجربة الجسدية لارتداء معطف المختبر ومعناه الرمزي من شأنه أن يعزز أداء المشاركين في المهام التي تتطلب مستويات عالية من الاهتمام.  لاختبار هذه الفرضية، تم تنفيذ ما مجموعه ثلاث تجارب.

### التجربة الأولى
في تجربتهم الأولى، تم تقسيم 58 طالبًا جامعيًا بمتوسط عمر 20 عامًا بشكل عشوائي إلى سيناريوهين. إما أن ترتدي أو لا ترتدي معطف المختبر.  ثم أكمل المشاركون بعد ذلك اختبار تأثير ستروب، حيث تتم كتابة الكلمات الملونة بألوان مختلفة، لقياس الانتباه الانتقائي.  تكونت التجربة الأولى من 50 تجربة معشاة، منها 20 تجربة غير متطابقة و 30 تجربة غير متوافقة. طُلب من المشاركين القيام بذلك في أسرع وقت ممكن.  هذا اختبر قدراتهم على الانتباه الانتقائي وهو التركيز على المحفزات ذات الصلة مع تجاهل المحفزات غير ذات الصلة.  أوضحت نتائج هذه التجربة الأولى أن المشاركين الذين ارتدوا معطف المختبر ارتكبوا نصف عدد الأخطاء مقارنة بالمشاركين الذين ارتدوا ملابسهم في تجارب غير متطابقة.  كان مقدار الأخطاء هو نفسه في كلا المجموعتين في التجارب غير المتوافقة ولم يكن هناك اختلاف في وقت إكمال المهمة في الظروف المختلفة.  أظهرت التجربة كيف يمكن أن يؤدي ارتداء معطف المختبر جسديًا إلى زيادة الانتباه الانتقائي لمهمة Stroop. 

### التجربة الثانية
التجربة الثانية قيمت المعنى الرمزي للملابس. كان الهدف من هذه التجربة هو إثبات أن كلا من ارتداء الملابس المادي ومعناها الرمزي ضروريان لظهور الإدراك المغلق.  لنقل هذا، ارتبطت المهن المختلفة بمعاطف المختبر. كان أحدهما معطف الطبيب والآخر معطف الرسام. اختبرت التجربة الانتباه المتواصل باستخدام مهمة بحث بصري مقارن.   تم توزيع 74 طالبًا جامعيًا بمتوسط عمر 20 عامًا بشكل عشوائي على ثلاث حالات مختلفة حيث ارتدت مجموعة واحدة معطف الطبيب ومجموعة أخرى من معطف الرسام ومجموعة واحدة ترتدي ملابسها الخاصة بينما تم عرض معطف الطبيب أمام هم.  قبل التجربة، طُلب من المشاركين في جميع السيناريوهات الثلاثة الإجابة عن الأسئلة المتعلقة بمعطف المختبر (أي كيف يرون المعطف في سياق المهن المختلفة).  أثناء التجربة، طُلب من المشاركين إجراء أربع مهام بحث بصري مقارنة حيث كان عليهم العثور على أربعة اختلافات صغيرة في صورتين متطابقتين تقريبًا بأسرع ما يمكن. وشهدت النتائج المزيد من الاختلافات التي وجدتها المجموعة التي ترتدي معطف الطبيب، وأظهرت اهتمامًا مستمرًا أكبر مقارنةً بالمجموعة التي ترتدي معطف الرسام والمجموعة التي ترتدي معطف المختبر أمامهم.  لم يختلف الوقت الذي احتاجه المشاركون لإكمال المهمة. أظهر هذا أن النتائج جاءت من زيادة الاهتمام المستمر الذي تم الحصول عليه من ارتداء معاطف المختبر وليس بسبب مستويات الجهد. 

### التجربة الثالثة
أثارت التجربة الثانية تساؤلات حول ما إذا كان ارتداء معطف المختبر قد تسبب حقًا في زيادة الاهتمام المستمر أو إذا كان السبب هو إنشاء اتصال بين الشخص والمعطف.   أدى هذا إلى تقسيم الفرضية المتزامنة التي طرحها آدم وجالينسكي. تقترح الدراسات التي أجريت على التمهيدي السلوكي أن التعرض لغطاء الطبيب كان يجب أن يؤدي إلى زيادة الاهتمام المستمر للمجموعة الثالثة على غرار المجموعة الأولى.  أشارت نتائج التجربة الثانية إلى اختلاف الانتباه المستمر بين المجموعة التي ترتدي معطف الطبيب والمجموعة التي ترتدي المعطف أمامهم.  المجموعة الثالثة شاهدت معمل الطبيب فقط عندما دخلوا المختبر، لكن ليس خلال بقية التجربة. افترض آدم وجالينسكي أن هذا الغياب للتأثير الأولي قد يكون بسبب عدم تعرض الغلاف.   نظرًا لأن ارتداء الملابس هو عنصر أساسي في فرضية آدم وجالينسكي، فقد أدرجوا حالة متغيرة في التجربة الثالثة لإثبات أهميتها. شارك 99 طالبًا جامعيًا وتم تعيينهم عشوائيًا في واحد من ثلاثة سيناريوهات إما لبس معطف الطبيب أو معطف الرسام أو الكتابة عن كيفية التعرف على المعطف دون ارتدائه.  طُلب منهم تكرار نفس المهمة من التجربة 2 لفحص انتباههم المستمر.  أشارت النتائج إلى أن المجموعة التي كانت ترتدي معطف مختبر الطبيب وجدت اختلافات أكثر من المجموعة التي كتبت عن المعطف بينما كان أداء المجموعة التي كانت ترتدي معطف الرسام أسوأ. كانت نتيجة التجربة الثالثة هي الدليل النهائي المطلوب لعرض فرضية الإدراك المرفقة بشكل فعال.

## النتائج
توضح أبحاث آدم وجالينسكي حول الإدراك المغلق آثار التجربة الجسدية لارتداء الملابس بالإضافة إلى معناها الرمزي على العمليات النفسية لمن يرتديها.  أظهرت التجربة الأولى أن المشاركين الذين يرتدون معطف المختبر حظوا باهتمام انتقائي أعلى من الأشخاص الذين يرتدون ملابسهم الخاصة. أظهرت التجربة الثانية والثالثة أدلة قوية على أن الإدراك المغلق يعتمد بشكل كبير على كل من ارتداء الملابس والمعنى الرمزي لقطعة من الملابس. ازداد الاهتمام المتواصل فقط عندما قيل للمشاركين إنهم يرتدون معطف الطبيب. لذلك، خلص آدم وجالينسكي إلى أن مبدأ الإدراك المغلق يعتمد على التواجد المشترك لمتغيرين مستقلين، ارتداء الملابس جسديًا ومعناها الرمزي. 